# Naturschutzgebiet Erlenbach-Tal
Das Naturschutzgebiet Erlenbach-Tal ist ein 2,72 ha großes Naturschutzgebiet (NSG) in der Gemeinde Kierspe im Märkischen Kreis in Nordrhein-Westfalen. Das NSG wurde 2003 vom Kreistag des Märkischen Kreises mit dem Landschaftsplan Nr. 7 Kierspe ausgewiesen.

## Gebietsbeschreibung
Bei dem NSG handelt es sich um den naturnahen Mittellauf des Erlenbaches und den Zufluss des Kolthofsiepens. Der Talraum ist durch Terrassen deutlich abgegrenzt und im Grünland befinden sich Feucht- und Nassgrünland.

## Schutzzweck
Das Naturschutzgebiet wurde zur Erhaltung und Entwicklung eines Bachtals mit Aue und als Lebensraum gefährdeter Tier- und Pflanzenarten ausgewiesen. Wie bei anderen Naturschutzgebieten in Deutschland wurde in der Schutzausweisung darauf hingewiesen, dass das Gebiet „wegen der landschaftlichen Schönheit und Einzigartigkeit“ zum Naturschutzgebiet wurde.